# Peter Wright (šipkař)
Peter Wright (* 10. března 1970 Livingston) je skotský reprezentant v šipkách. Po vítězství ve finále PDC Mistrovství světa v šipkách 2020, kdy porazil v poměru 7–3 světovou jedničku Michaela van Gerwena, se stal mistrem světa v šipkách, přičemž o dva roky později získal titul podruhé. Mezi jeho další nejvýznamnější úspěchy patří vítězství na UK Open v roce 2017, kde porazil Gerwyna Price, a výhra na Masters v roce 2020, kdy poměrem 11:10 porazil Michaela Smithe. Peter Wright žije v Mendhamu v Anglii. Je pravák a je znám díky svým speciálním účesům a přezdívce Snakebite. V březnu 2022 se stal 11. hráčem, který se stal šipkařskou jedničkou. Stal se také nejstarším hráčem, kterému se podařilo tohoto triumfu poprvé dosáhnout, a prvním Skotem na nejvyšší pozici v žebříčku PDC Order of Merit.

## Život
Peter Wright žije už od dětství v Anglii, ale pro reprezentaci si vybral Skotsko, kde se narodil. Žije s manželkou Joannou. Probojoval se do 20 finálových zápasů na major turnajích pořádaných organizací Professional Darts Corporation, ale zvítězil pouze v šesti.
Wright je také znám svoji častou změnou šipek.

## Styl
Peter Wright je znám svým extravagantním stylem oblečení, protože jeho kalhoty mají na sobě vždy stejný vzor, jako jeho účes. Tyto styly mění úplně při každém turnaji. Jeho účes mu vždy upravuje jeho manželka, která je kadeřnice. Na jedné straně hlavy má Peter Wright úplně vždy zobrazeného hada a na druhé straně jsou to stejné obrazce, které má v momentálním zápase na kalhotách. Průměrná doba přípravy účesu jsou 2 hodiny.

## Výsledky na mistrovství světa

### BDO
- 1995: První kolo (porazil ho Richie Burnett 1–3)

### PDC
- 2010: První kolo (porazil ho Michael van Gerwen 1–3)
- 2011: Třetí kolo (porazil ho Phil Taylor 1–4)
- 2012: První kolo (porazil ho Jelle Klaasen 1–3)
- 2013: Druhé kolo (porazil ho Michael van Gerwen 2–4)
- 2014: Finalista (porazil ho Michael van Gerwen 4–7)
- 2015: Čtvrtfinále (porazil ho Gary Anderson 1–5)
- 2016: Čtvrtfinále (porazil ho Adrian Lewis 2–5)
- 2017: Semifinále (porazil ho Gary Anderson 3–6)
- 2018: Druhé kolo (porazil ho Jamie Lewis 1–4)
- 2019: Druhé kolo (porazil ho Toni Alcinas 1–3)
- 2020: Vítěz (porazil Michaela van Gerwena 7–3)
- 2021: Třetí kolo (porazil ho Gabriel Clemens 3–4)
- 2022: Vítěz (porazil Michaela Smithe 7–3)
- 2023: Třetí kolo (porazil ho Kim Huybrechts 1–4)
- 2024: Druhé kolo (porazil ho Jim Williams 0–3)
- 2025: Čtvrtfinále (porazil ho Stephen Bunting 2–5)

## Finálové zápasy

### Major turnaje PDC: 21 (8 titulů)
| Legenda                            |
| ---------------------------------- |
| Mistrovství světa (2–1)            |
| World Matchplay (1–1)              |
| World Grand Prix (0–1)             |
| Grand Slam of Darts (0–3)          |
| Premier League (0–1)               |
| UK Open (1–2)                      |
| Mistrovství Evropy (2–0)           |
| Players Championship Finals (1–0)  |
| The Masters (1–0)                  |
| Champions League of Darts (0–2)    |
| World Series of Darts Finals (0–2) |

| Výsledek  | No. | Rok  | Turnaj                       | Soupeř                | Skóre     |
| --------- | --- | ---- | ---------------------------- | --------------------- | --------- |
| Finalista | 1.  | 2014 | Mistrovství světa            | Michael van Gerwen    | 4–7 (s)   |
| Finalista | 2.  | 2015 | UK Open                      | Michael van Gerwen    | 5–11 (l)  |
| Finalista | 3.  | 2015 | World Series of Darts Finals | Michael van Gerwen    | 10–11 (l) |
| Finalista | 4.  | 2016 | UK Open                      | Michael van Gerwen    | 4–11 (l)  |
| Finalista | 5.  | 2016 | World Series of Darts Finals | Michael van Gerwen    | 10–11 (l) |
| Vítěz     | 1.  | 2017 | UK Open                      | Gerwyn Price          | 11–6 (l)  |
| Finalista | 6.  | 2017 | Premier League               | Michael van Gerwen    | 10–11 (l) |
| Finalista | 7.  | 2017 | World Matchplay              | Phil Taylor           | 8–18 (l)  |
| Finalista | 8.  | 2017 | Grand Slam of Darts          | Michael van Gerwen    | 12–16 (l) |
| Finalista | 9.  | 2018 | Champions League of Darts    | Gary Anderson         | 4–11 (l)  |
| Finalista | 10. | 2018 | World Grand Prix             | Michael van Gerwen    | 2–5 (s)   |
| Finalista | 11. | 2019 | Champions League of Darts    | Michael van Gerwen    | 10–11 (l) |
| Finalista | 12. | 2019 | Grand Slam of Darts          | Gerwyn Price          | 6–16 (l)  |
| Vítěz     | 2.  | 2020 | Mistrovství světa            | Michael van Gerwen    | 7–3 (s)   |
| Vítěz     | 3.  | 2020 | The Masters                  | Michael Smith         | 11–10 (l) |
| Vítěz     | 4.  | 2020 | Mistrovství Evropy           | James Wade            | 11–4 (l)  |
| Vítěz     | 5.  | 2021 | World Matchplay              | Dimitri Van den Bergh | 18–9 (l)  |
| Finalista | 13. | 2021 | Grand Slam of Darts          | Gerwyn Price          | 8–16 (l)  |
| Vítěz     | 6.  | 2021 | Players Championship Finals  | Ryan Searle           | 11–10 (l) |
| Vítěz     | 7.  | 2022 | Mistrovství světa            | Michael Smith         | 7–5 (s)   |
| Vítěz     | 8.  | 2023 | Mistrovství Evropy           | James Wade            | 11–6 (l)  |

### Světová série PDC: 7 (4 tituly)
| Legenda                     |
| --------------------------- |
| World Series of Darts (4–3) |

| Výsledek  | No. | Rok  | Turnaj                  | Soupeř             | Skóre    |
| --------- | --- | ---- | ----------------------- | ------------------ | -------- |
| Finalista | 1.  | 2014 | Dubai Darts Masters     | Michael van Gerwen | 7–11 (l) |
| Finalista | 2.  | 2015 | Japan Darts Masters     | Phil Taylor        | 7–8 (l)  |
| Finalista | 3.  | 2017 | Melbourne Darts Masters | Phil Taylor        | 8–11 (l) |
| Vítěz     | 1.  | 2017 | German Darts Masters    | Phil Taylor        | 11–4 (l) |
| Vítěz     | 2.  | 2018 | Melbourne Darts Masters | Michael Smith      | 11–8 (l) |
| Vítěz     | 3.  | 2019 | German Darts Masters    | Gabriel Clemens    | 8–6 (l)  |
| Vítěz     | 4.  | 2023 | Nordic Darts Masters    | Gerwyn Price       | 11–5 (l) |

### Týmové turnaje PDC: 5 (2 tituly)
| Výsledek  | No. | Rok  | Turnaj             | Tým     | Spoluhráč      | Soupeři                                                 | Skóre    |
| --------- | --- | ---- | ------------------ | ------- | -------------- | ------------------------------------------------------- | -------- |
| Finalista | 1.  | 2015 | World Cup of Darts | Skotsko | Gary Anderson  | Anglie – Phil Taylor a Adrian Lewis                     | 2–3 (z)  |
| Finalista | 2.  | 2018 | World Cup of Darts | Skotsko | Gary Anderson  | Nizozemsko – Michael van Gerwen a Raymond van Barneveld | 1–3 (z)  |
| Vítěz     | 1.  | 2019 | World Cup of Darts | Skotsko | Gary Anderson  | Irsko – Steve Lennon a William O'Connor                 | 3–1 (z)  |
| Vítěz     | 2.  | 2021 | World Cup of Darts | Skotsko | John Henderson | Rakousko – Mensur Suljović a Rowby-John Rodriguez       | 3–1 (z)  |
| Finalista | 3.  | 2023 | World Cup of Darts | Skotsko | Gary Anderson  | Wales – Gerwyn Price a Jonny Clayton                    | 2–10 (l) |

## Výsledky na turnajích

### BDO
| Mistrovství světa    | 1R | Nekvalifikoval se | Nekvalifikoval se | Nekvalifikoval se | Nekvalifikoval se | Nekvalifikoval se | Nekvalifikoval se | Nekvalifikoval se | Nekvalifikoval se | Nekvalifikoval se |
| Winmau World Masters | 1R | Nezúčastnil se    | Nezúčastnil se    | Nezúčastnil se    | Nezúčastnil se    | Nezúčastnil se    | 2R                |                   |                   |                   |

### PDC
| Turnaj                          | 2005           | 2006           | 2007              | 2008              | 2009              | 2010              | 2011              | 2012              | 2013           | 2014        | 2015        | 2016        | 2017        | 2018        | 2019        | 2020        | 2021        | 2022        | 2023        | 2024        | 2025        |
| ------------------------------- | -------------- | -------------- | ----------------- | ----------------- | ----------------- | ----------------- | ----------------- | ----------------- | -------------- | ----------- | ----------- | ----------- | ----------- | ----------- | ----------- | ----------- | ----------- | ----------- | ----------- | ----------- | ----------- |
| Hodnocené televizní turnaje     |                |                |                   |                   |                   |                   |                   |                   |                |             |             |             |             |             |             |             |             |             |             |             |             |
| Mistrovství světa               | DNP            | DNQ            | DNP               | DNP               | DNQ               | 1R                | 3R                | 1R                | 2R             | F           | QF          | QF          | SF          | 2R          | 2R          | W           | 3R          | W           | 3R          | 2R          | QF          |
| World Masters                   | Nekonalo se    | Nekonalo se    | Nekonalo se       | Nekonalo se       | Nekonalo se       | Nekonalo se       | Nekonalo se       | Nekonalo se       | 1R             | 1R          | QF          | QF          | QF          | QF          | SF          | W           | SF          | 2R          | SF          | QF          | 2R          |
| UK Open                         | 3R             | DNP            | DNP               | DNQ               | 3R                | 3R                | 5R                | 5R                | SF             | 4R          | F           | F           | W           | 3R          | 4R          | 6R          | 4R          | 6R          | 6R          | 6R          | 4R          |
| World Matchplay                 | DNQ            | Nezúčastnil se | Nezúčastnil se    | Nezúčastnil se    | 1R                | DNQ               | 1R                | DNQ               | 2R             | 1R          | SF          | QF          | F           | SF          | QF          | 2R          | W           | QF          | 2R          | 1R          |             |
| World Grand Prix                | Nezúčastnil se | Nezúčastnil se | Nezúčastnil se    | Nezúčastnil se    | DNQ               | DNQ               | 1R                | DNQ               | 1R             | 2R          | 1R          | 1R          | QF          | F           | 2R          | 1R          | 1R          | SF          | QF          | 1R          |             |
| Mistrovství Evropy              | Nekonalo se    | Nekonalo se    | Nekonalo se       | Nekvalifikoval se | Nekvalifikoval se | Nekvalifikoval se | QF                | DNQ               | 1R             | QF          | SF          | SF          | QF          | 2R          | 1R          | W           | 1R          | QF          | W           | 1R          |             |
| Grand Slam of Darts             | NH             | NH             | Nekvalifikoval se | Nekvalifikoval se | Nekvalifikoval se | Nekvalifikoval se | Nekvalifikoval se | Nekvalifikoval se | RR             | 2R          | 2R          | SF          | F           | 2R          | F           | RR          | F           | RR          | RR          | RR          |             |
| Players Championship Finals     | Nekonalo se    | Nekonalo se    | Nekonalo se       | Nekonalo se       | DNQ               | 1R                | 2R                | QF                | 2R             | 2R          | 2R          | SF          | 1R          | 3R          | 1R          | SF          | W           | WD          | DNQ         | 1R          |             |
| Nehodnocené televizní turnaje   |                |                |                   |                   |                   |                   |                   |                   |                |             |             |             |             |             |             |             |             |             |             |             |             |
| Premier League Darts            | Nezúčastnil se | Nezúčastnil se | Nezúčastnil se    | Nezúčastnil se    | Nezúčastnil se    | Nezúčastnil se    | Nezúčastnil se    | Nezúčastnil se    | Nezúčastnil se | 5.          | 9.          | 5.          | F           | 7.          | 8.          | SF          | 7.          | 5.          | 8.          | 8.          | DNP         |
| World Cup of Darts              | Nekonalo se    | Nekonalo se    | Nekonalo se       | Nekonalo se       | Nekonalo se       | DNP               | NH                | 2R                | DNP            | QF          | F           | DNP         | 1R          | F           | W           | DNP         | W           | QF          | F           | SF          | 2R          |
| World Series of Darts Finals    | Nekonalo se    | Nekonalo se    | Nekonalo se       | Nekonalo se       | Nekonalo se       | Nekonalo se       | Nekonalo se       | Nekonalo se       | Nekonalo se    | Nekonalo se | F           | F           | QF          | 2R          | 2R          | SF          | 2R          | 2R          | SF          | SF          |             |
| Bývalé televizní turnaje        |                |                |                   |                   |                   |                   |                   |                   |                |             |             |             |             |             |             |             |             |             |             |             |             |
| Champions League of Darts       | Nekonalo se    | Nekonalo se    | Nekonalo se       | Nekonalo se       | Nekonalo se       | Nekonalo se       | Nekonalo se       | Nekonalo se       | Nekonalo se    | Nekonalo se | Nekonalo se | RR          | RR          | F           | F           | Nekonalo se | Nekonalo se | Nekonalo se | Nekonalo se | Nekonalo se | Nekonalo se |
| Las Vegas Desert Classic        | DNQ            | DNP            | DNP               | DNQ               | 1R                | Nekonalo se       | Nekonalo se       | Nekonalo se       | Nekonalo se    | Nekonalo se | Nekonalo se | Nekonalo se | Nekonalo se | Nekonalo se | Nekonalo se | Nekonalo se | Nekonalo se | Nekonalo se | Nekonalo se | Nekonalo se | Nekonalo se |
| Championship League             | Nekonalo se    | Nekonalo se    | Nekonalo se       | Nezúčastnil se    | Nezúčastnil se    | Nezúčastnil se    | Nezúčastnil se    | RR                | RR             | Nekonalo se | Nekonalo se | Nekonalo se | Nekonalo se | Nekonalo se | Nekonalo se | Nekonalo se | Nekonalo se | Nekonalo se | Nekonalo se | Nekonalo se | Nekonalo se |
| Statistika                      |                |                |                   |                   |                   |                   |                   |                   |                |             |             |             |             |             |             |             |             |             |             |             |             |
| Pořadí v žebříčku na konci roku | —              | —              | —                 | 171               | 50                | 33                | 29                | 26                | 7              | 5           | 4           | 3           | 2           | 3           | 7           | 2           | 2           | 2           | 8           | 12          |             |

| Legenda | Legenda | Legenda | Legenda        | Legenda | Legenda           | Legenda | Legenda     | Legenda | Legenda |
| ------- | ------- | ------- | -------------- | ------- | ----------------- | ------- | ----------- | ------- | ------- |
| #R      | kolo    | QF      | čtvrtfinále    | SF      | semifinále        | F       | finalista   | W       | vítěz   |
| RR      | skupina | DNP     | nezúčastnil se | DNQ     | nekvalifikoval se | NH      | nekonalo se | C       | zrušeno |